# Adriaan van Beusechem
Adriaan van Beusechem van Harmelen (Kuilenburg, 16 januari 1776 - Utrecht, 13 december 1846) was een landeigenaar uit het Nederlandse Harmelen, die geruime tijd deel uitmaakte van het provinciebestuur van Utrecht. Hij bekleedde ook functies in het dijkbestuur van het Grootwaterschap Woerden en was korte tijd lid van de stedelijke raad van de stad Utrecht. Hij had in 1840 zitting in de Dubbele Tweede Kamer, die over de grondwetsherziening besliste. Hij stemde alleen tegen het wetsvoorstel over de periodieke aftreding van gemeenteraadsleden.

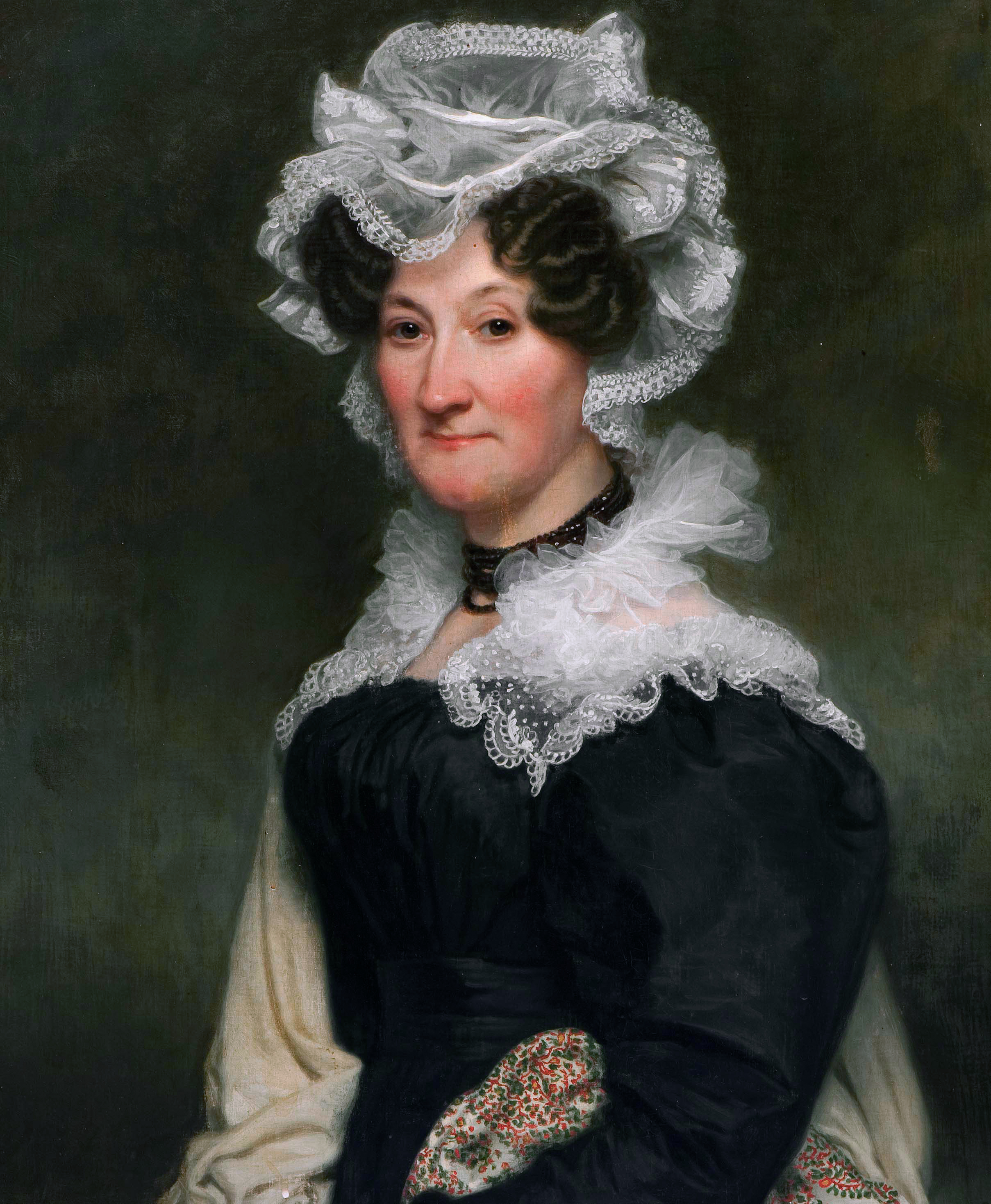
Catharina Helena Maria van Beusechem (Charles Howard Hodges)

Van Beusechem was jurist van opleiding (hij studeerde Romeins en hedendaags recht te Utrecht) en was ook raadsheer en advocaat te Utrecht.
In die stad bracht hij gewoonlijk de wintermaanden door, terwijl hij en zijn familie in de zomers naar Harmelen trokken. Hij was getrouwd met Catharina Helena Maria van Beusechem, een volle nicht, en van de drie kinderen overleefde alleen een dochter de vroege kinderjaren. Hij was lid van de Nederlands-Hervormde Kerk en ook enige tijd lid van het Kapittel van de Dom te Utrecht.
- Biografisch Portaal: 30445041
- Parlement.com: vg09llt2udtt